# 聖何塞德爾帕拉納

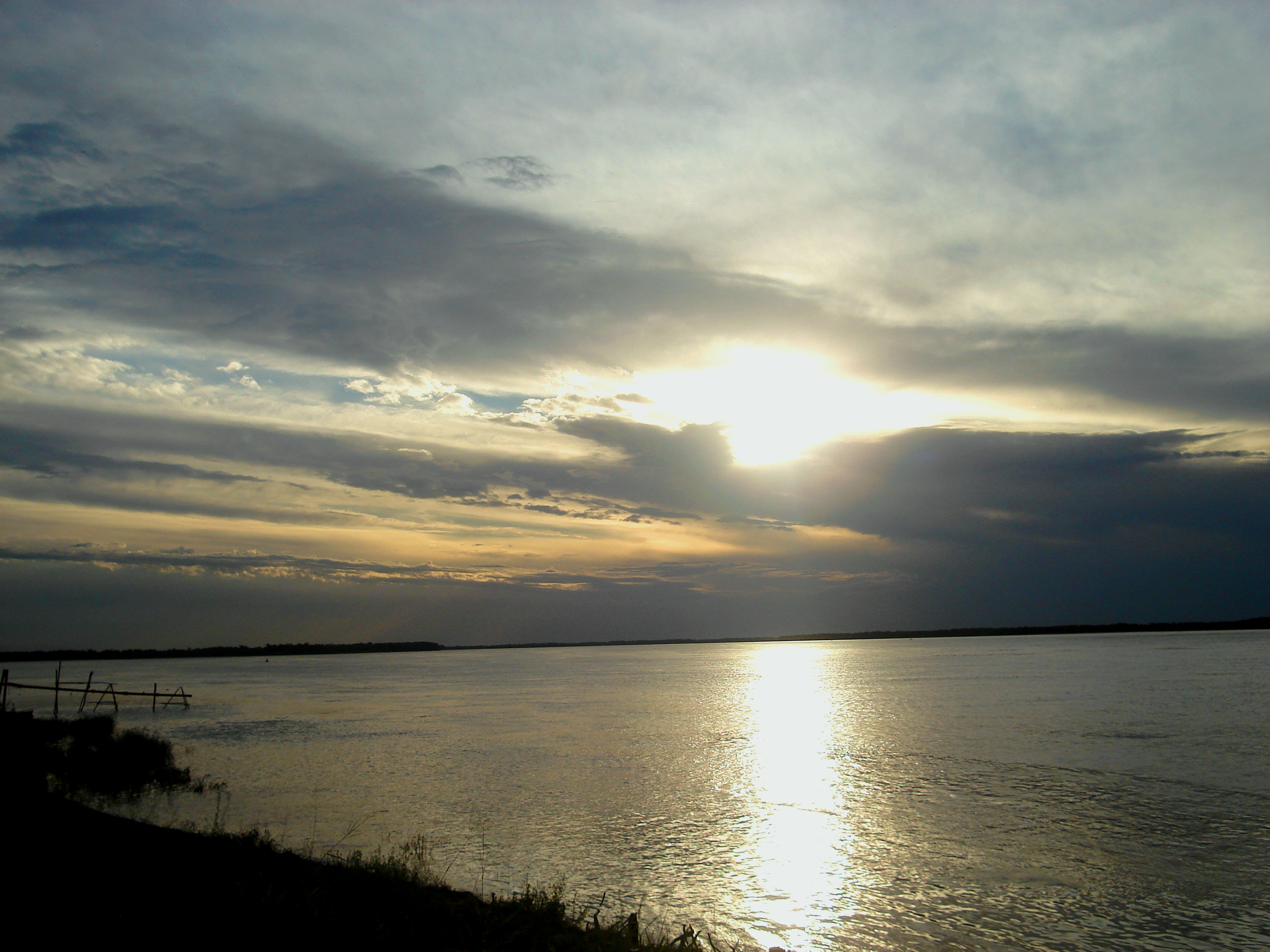

27°18′S 55°56′W / 27.300°S 55.933°W
聖何塞德爾帕拉納（西班牙語：San Juan del Paraná），是巴拉圭的城鎮，位於該國東南部，由伊塔普阿省負責管轄，始建於1789年，面積250平方公里，2008年人口7,447，人口密度每平方公里29人。